# Подколокольный переулок
Подколоко́льный переу́лок — улица в центре Москвы между улицей Солянка и Покровским бульваром. Переулок разграничивает Таганский и Басманный районы. Здесь, в результате сноса в 2010 году дома 11a, вновь открылась Хитровская площадь. В переулке расположено посольство Австралии.

## Происхождение названия
Своё название (начало XIX века) переулок получил, скорее всего, от колокольни, построенной в 1800—1802 годы) церкви Рождества Пресвятой Богородицы на Стрелке (Солянка, 5/2), под которой он начинается.
Есть и другая версия: на месте нынешнего храма стояла церковь (известная с XVI века), построенная, возможно, по типу «иже под колоколы», то есть с колокольней поверх церкви. В некоторых источниках переулок называется Подколокольников.
Раннее название переулка — Подкопаевский, по находившемуся здесь древнему селу Подкопаево. В середине XIX века название Подкопаевский перешло на соседний Никольский переулок, называвшийся до этого по церкви Николы в Подкопаях. При изучении архивных материалов XIX века это создаёт некоторую путаницу.

## Описание
Подколокольный переулок идёт на восток под острым углом слева от улицы Солянка через Хитровскую площадь до Яузского и Покровского бульваров, образуя в своём начале «стрелку», на которой расположена церковь Рождества Пресвятой Богородицы на Стрелке. Слева наверх в горку от него отходят Малый Ивановский и Подкопаевский переулки. От Хитровской площади вниз идут — Певческий и Петропавловский переулки, а наверх поднимается Хитровский переулок.
В 1935 году Хитровская площадь и одноимённый переулок получили имя Максима Горького. Площадь существовала даже после постройки в конце 1930-х годов на ней здания школы по типовому проекту архитектора К. И. Джуса-Даниленко (снесённый в 2010 году дом 11-а по Подколокольному переулку).
Кварталы Подколокольного переулка входят в выявленный объект культурного наследия «Достопримечательное место „Ивановская горка — Кулишки — Хитровка“».

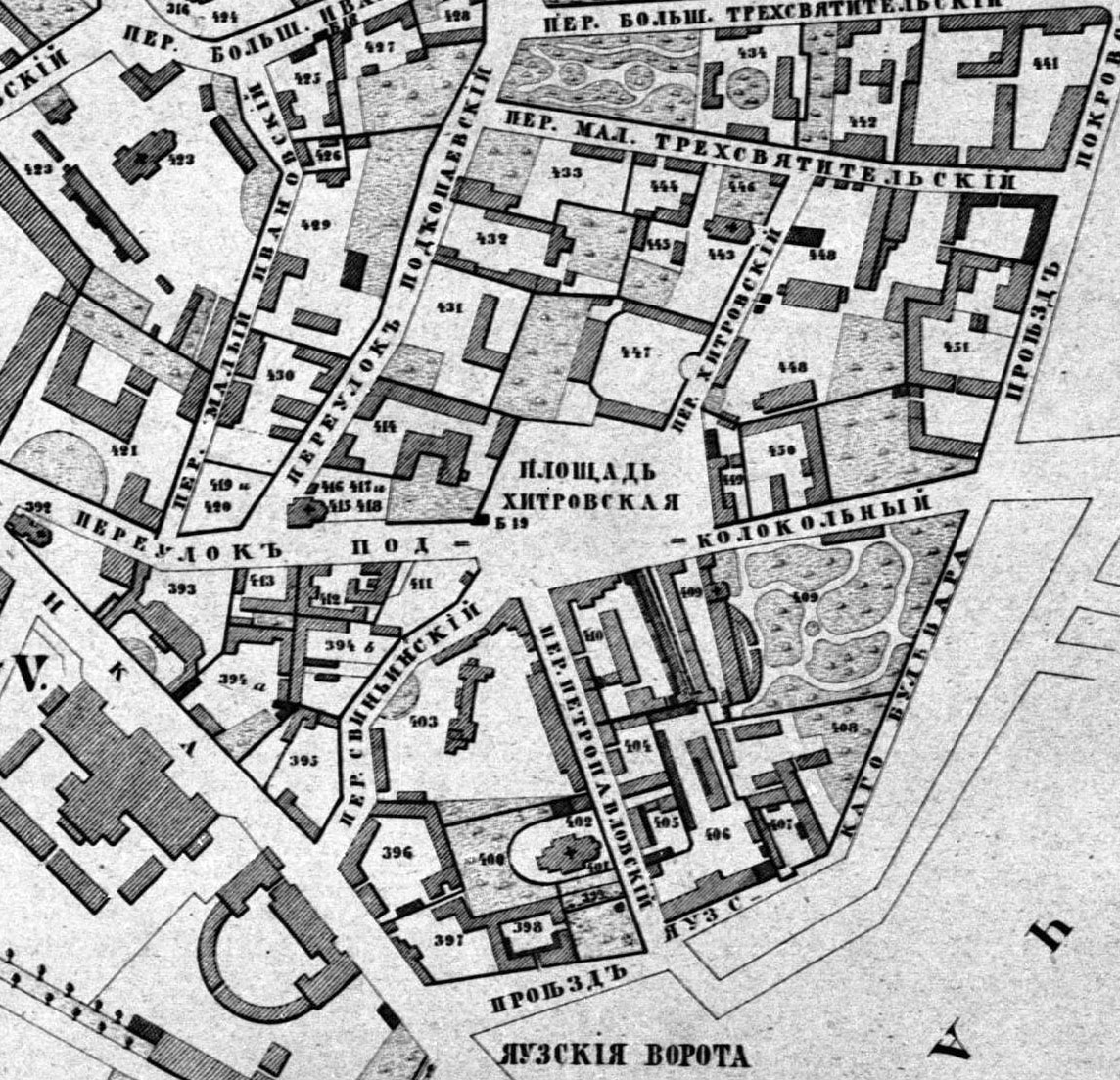
Подколокольный переулок и Хитровская площадь на плане Алексея Хотева
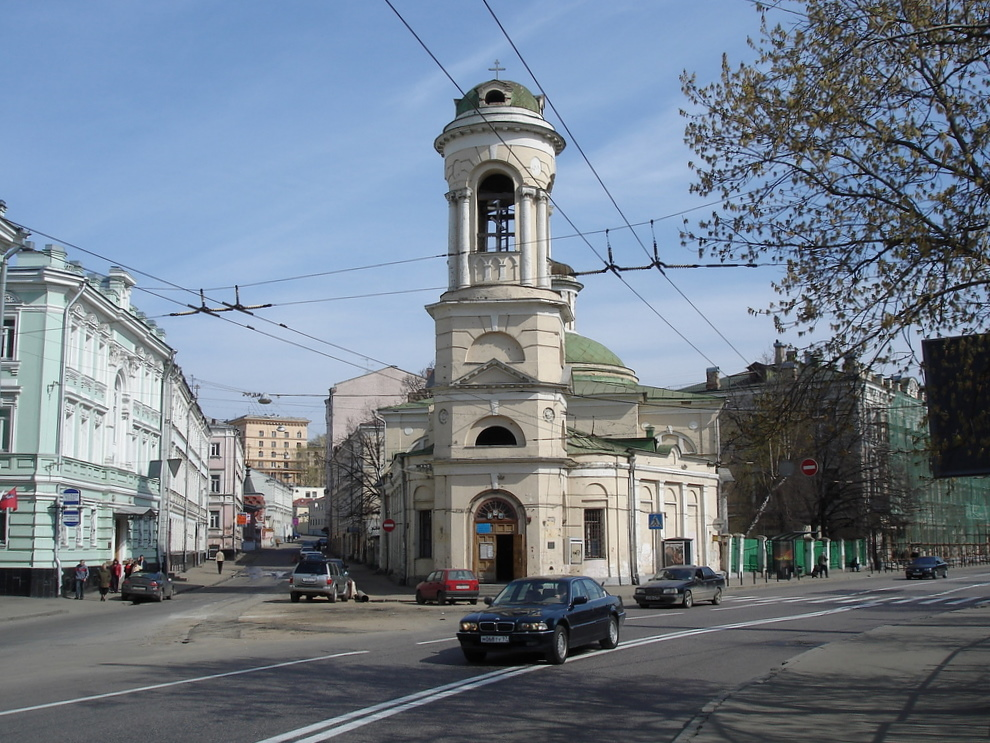
Вид на Подколокольный переулок (слева) от колокольни церкви Рождества Богородицы на Стрелке

## Примечательные здания и сооружения

#### По нечётной стороне
- № 1 — доходный дом (1893, архитектор И. Г. Кондратенко).
- № 9 — Церковь Николая Чудотворца, что в Подкопаях (XVII век, колокольня 1750 года).
- № 11/11 —  памятник архитектуры (региональный)[2] дом Е. П. Ярошенко с палатами стольника Бутурлина (XVII век); иногда указывается адрес Подкопаевский переулок, д. 11/11/1 стр. 2.
- № 11/11, строение 5 — хозяйственная постройка в доходном владении П. В. Степанова — Е. П. Ярошенко (1890, архитектор А. А. Никифоров).
- № 13/1 — перестроенный жилой дом (1928—1929, архитектор М. В. Крюков), облицован с утратой ценных элементов фасада в 2006 году) в 1960-е гг. проживал Народный артист РСФСР Е. А. Моргунов. Является ценным градоформирующим объектом[3].
- Дом Телешова, городская усадьба на углу Подколокольного переулка и Покровского бульвара. Принадлежала  Ф. А. Толстому, затем купцам и благотворителям Андрею Александровичу и Александру Андреевичу Карзинкиным с их семьями, позднее семье Телешовых. Памятник федерального значения[4]. В доме до сих пор проживают потомки семьи Карзинкиных-Телешовых. Здесь же располагается МГО ВООПИиК.

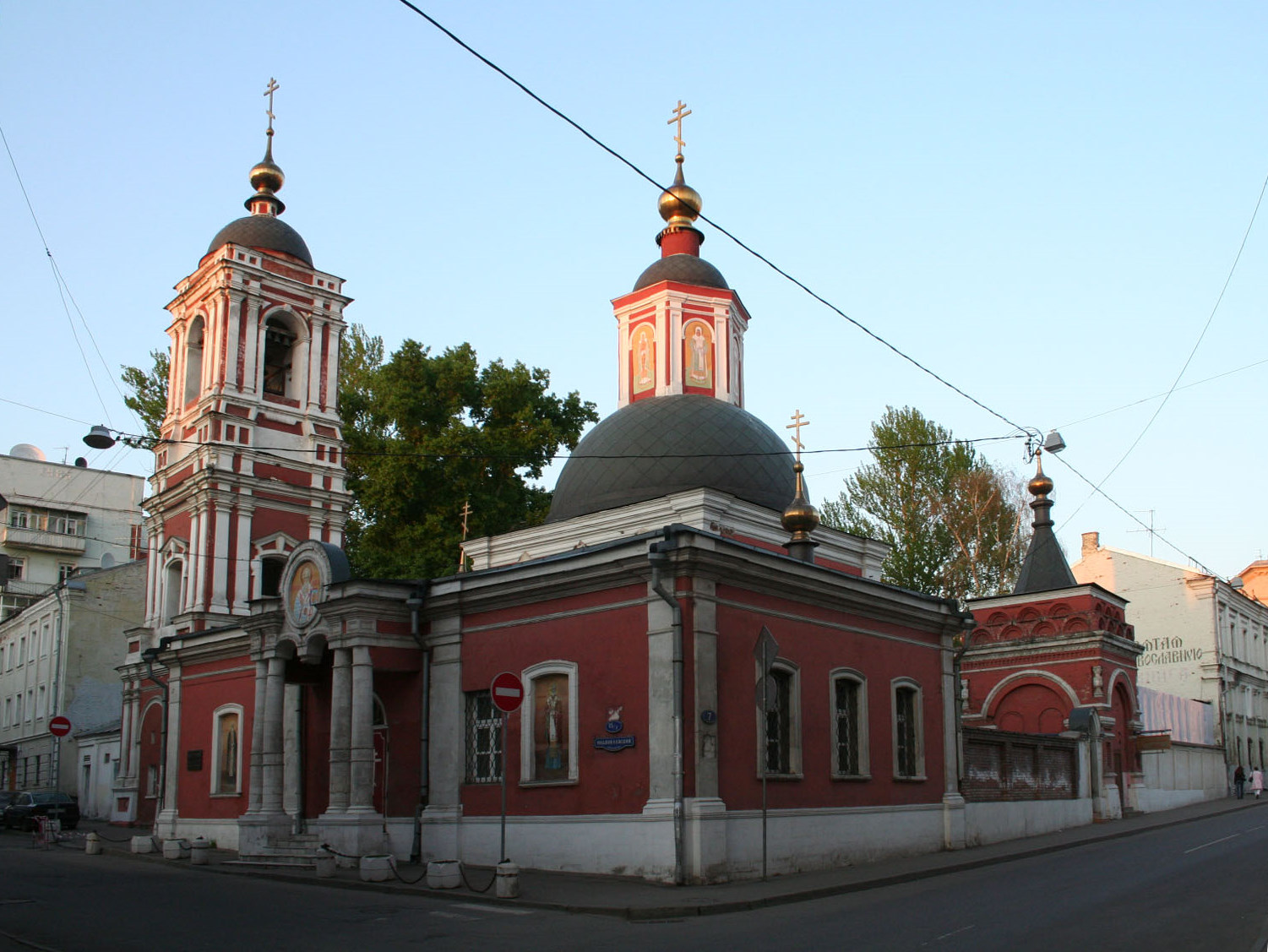
Церковь Николая Чудотворца (№ 9)
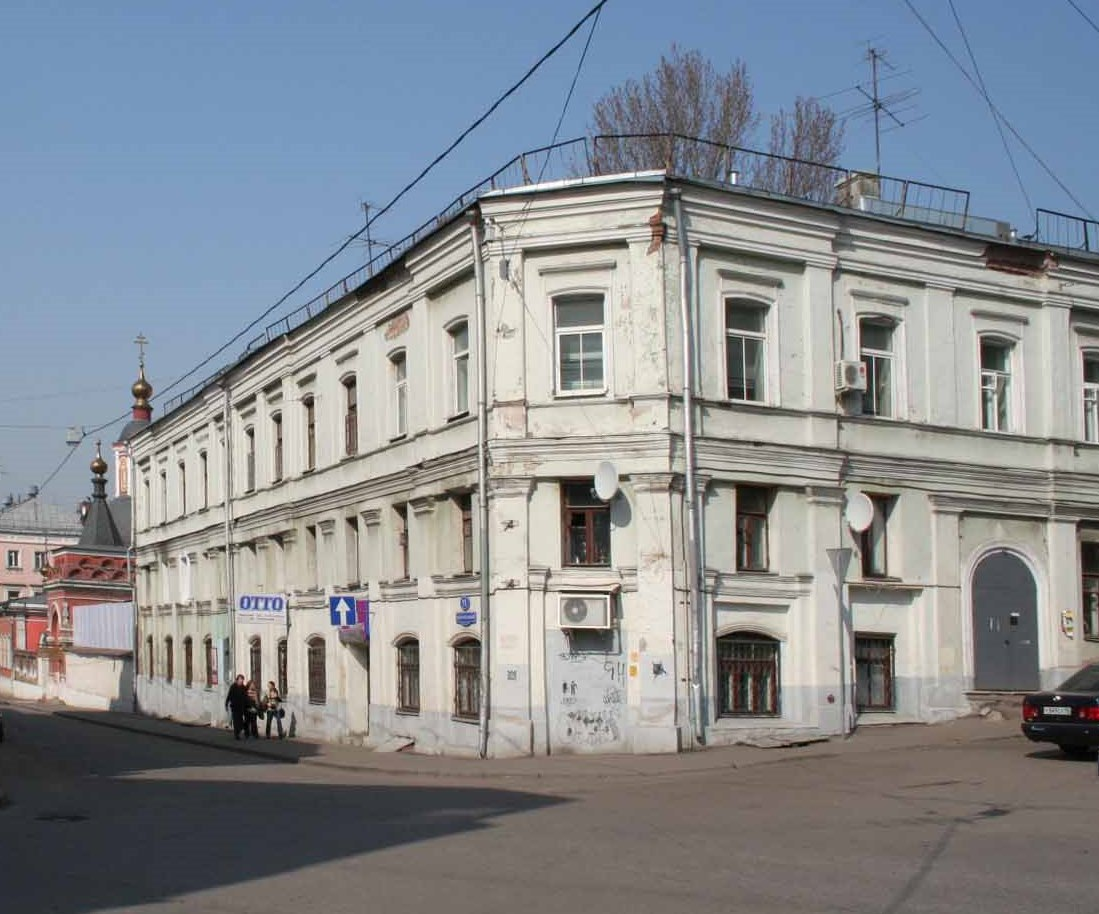
Дом Е. П. Ярошенко с палатами XVII века (№ 11/11)

#### По чётной стороне
- № 4 — доходный дом (конец XIX — начало XX века; в основе — палаты 1 половины XVIII века)[5].
- № 6 — доходный дом (1910, архитектор М. Ф. Гейслер)[5]. В доме жил писатель Борис Акунин.
- № 8, стр. 1 — складское здание в доходном владении А. Д. Расторгуева (1878—1879, архитектор В. Н. Карнеев).
- № 10А/2 — до 1917 года дом принадлежал Александрийскому патриаршему подворью, располагавшемуся в храме св. Николая в Подкопаях. В настоящее время консульский отдел посольства Австралии.
- № 12 —  памятник архитектуры (вновь выявленный объект) перестроенные в 1920-х годах торговые ряды Н. З. Хитрово (c 1980-х — Трансинжстрой СМУ № 161). В основу зданий вошли постройки XVII столетия Певческого подворья Крутицкого митрополита.
- № 16, строение 5 —  памятник архитектуры (федеральный) медицинское училище № 2 им. Клары Цеткин — усадебный дом генерал-майора Н. З. Хитрово, 1823 (перестроенный дом княгини Н. С. Щербатовой, 1759).
- № 16/2 —  памятник архитектуры (региональный) Жилой дом Военно-инженерной академии им. В. В. Куйбышева построен в 1936—1941 годах по проекту архитектора И. А. Голосова. Здесь жил учёный-механик М. М. Филоненко-Бородич[6], а также провёл детство певец Валерий Сюткин. В доме размещалась Галерея XL.

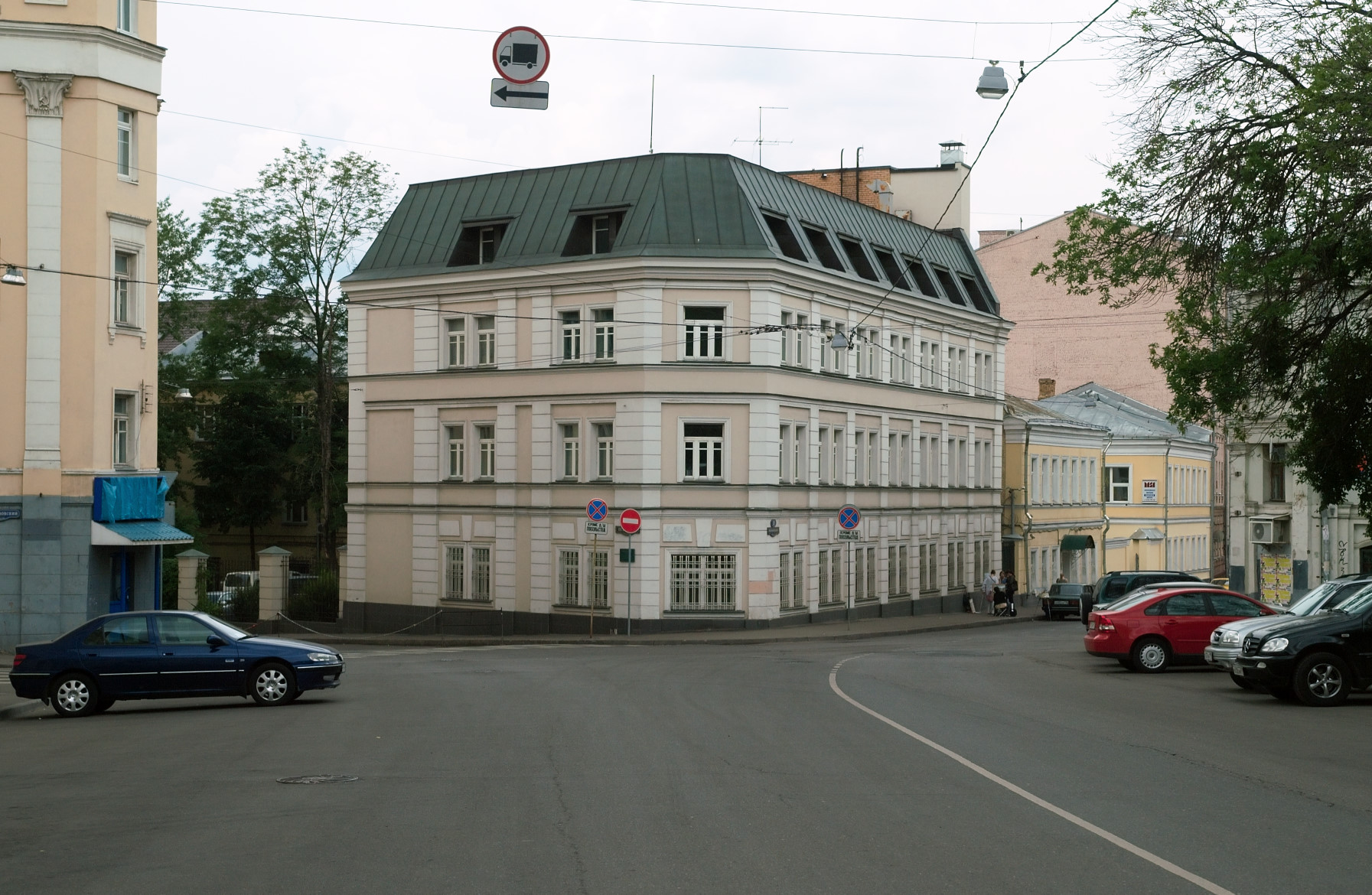
Посольство Австралии (№ 10)
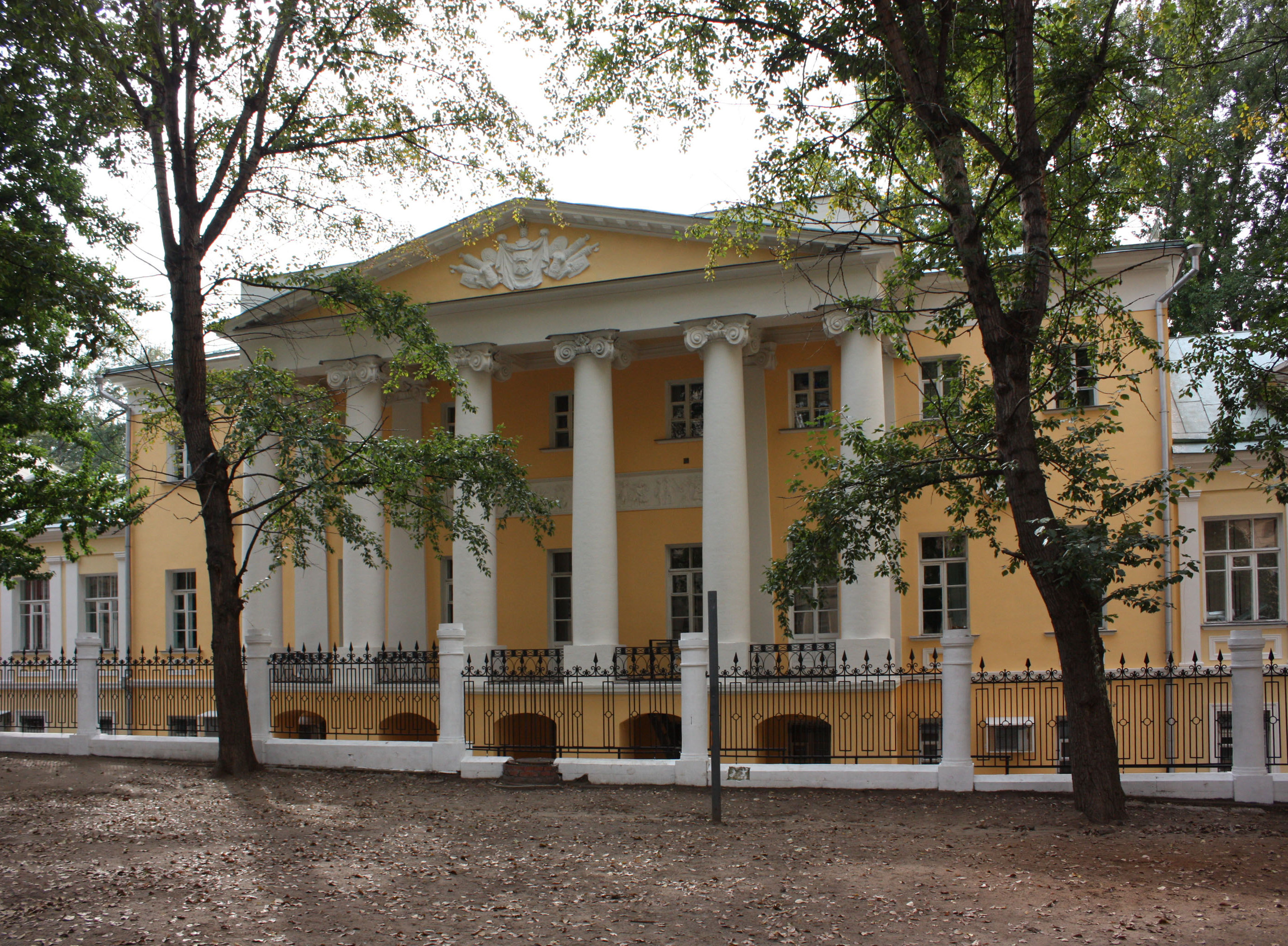
Дом Н. З Хитрово (№ 16, стр. 5)

## Транспорт
В 1930 году по Подколокольному переулку было открыто трамвайное движение, а в 1938 году — открыта временная ветка по Певческому переулку (в связи с закрытием движения по Яузскому бульвару); линии по переулкам окончательно сняты в 1963 году.

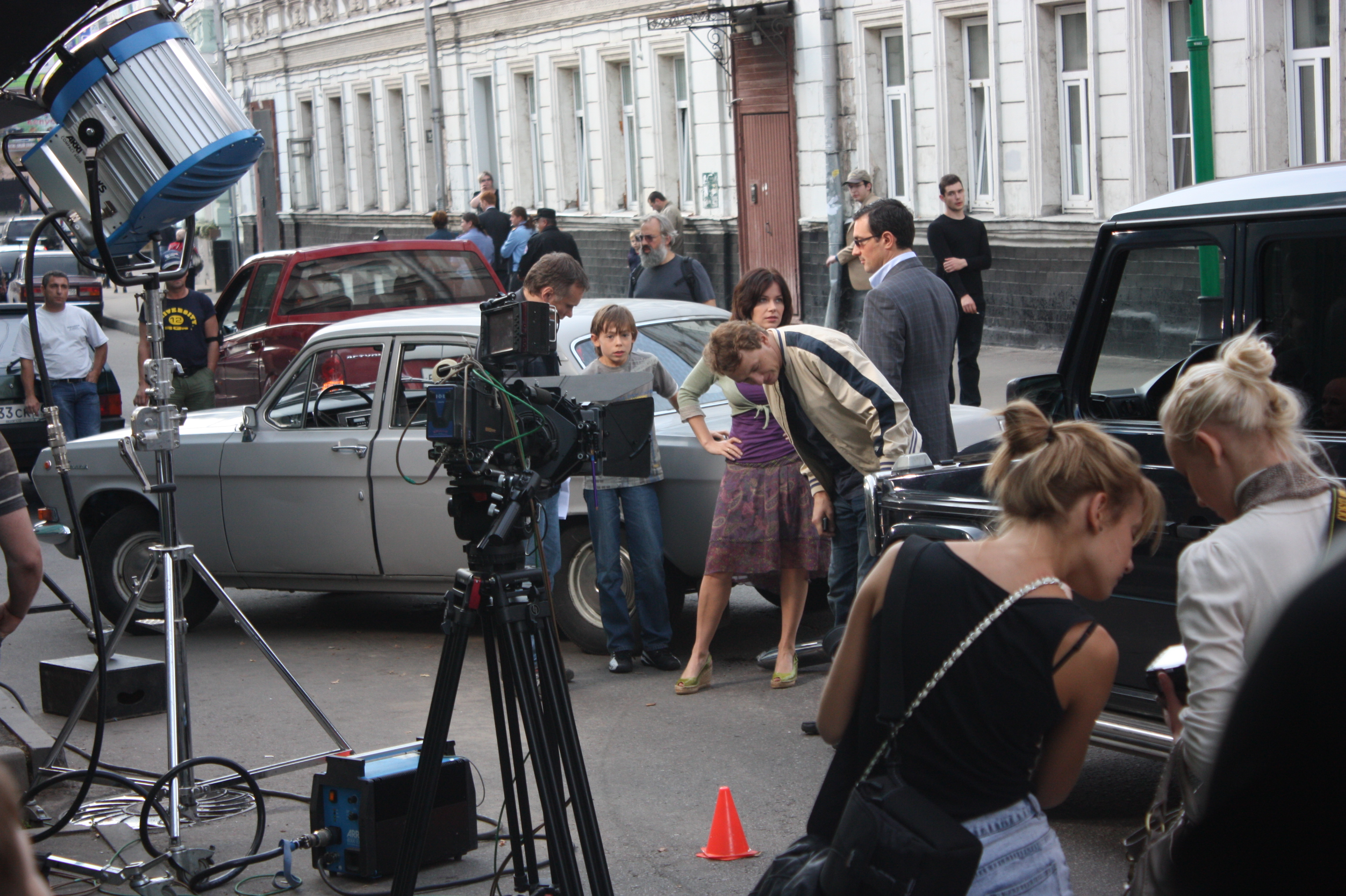
Съёмки фильма «Индус» в Подколокольном переулке.